# Élections cantonales de 2004 dans la Haute-Vienne
Les élections cantonales ont eu lieu les 21 et 28 mars 2004.
Lors de ces élections, 21 des 42 cantons de la Haute-Vienne ont été renouvelés. Elles ont vu la reconduction de la majorité socialiste dirigée par Marie-Françoise Pérol-Dumont, succédant à Jean-Claude Peyronnet, président PS du conseil général depuis 1982. La majorité de gauche perd toutefois un siège, avec la défaite du sortant PS Gérard Terrier dans le canton de Limoges-Couzeix.

## Résultats à l’échelle du département
Répartition départementale des résultats (2e tour).
- EXG (1,94 %)
- PS (56,55 %)
- DVG (10 %)
- UMP (25,21 %)
- DVD (5,03 %)
- FN (1,27 %)

| Étiquette      | Étiquette                          | Premier tour | Premier tour | Second tour | Second tour | Sièges |
| Étiquette      | Étiquette                          | Voix         | %            | Voix        | %           | Sièges |
| -------------- | ---------------------------------- | ------------ | ------------ | ----------- | ----------- | ------ |
|                | Parti socialiste                   | 38 332       | 39,84        | 33 302      | 56,55       | 14     |
|                | Divers gauche                      | 9 628        | 10,01        | 5 891       | 10,00       | 1      |
|                | Extrême gauche                     | 9 260        | 9,63         | 1 142       | 1,94        | 3      |
|                | Parti communiste français          | 6 092        | 6,33         |             |             |        |
|                | Les Verts                          | 3 457        | 3,59         |             |             |        |
| Gauche         | Gauche                             | 66 769       | 69,40        | 40 335      | 68,49       | 18     |
|                |                                    |              |              |             |             |        |
|                | Union pour un mouvement populaire  | 19 814       | 20,60        | 14 847      | 25,21       | 3      |
|                | Front national                     | 4 763        | 4,95         | 748         | 1,27        | 0      |
|                | Divers droite                      | 3 471        | 3,61         | 2 963       | 5,03        | 0      |
|                | Union pour la démocratie française | 1 109        | 1,15         |             |             |        |
| Droite         | Droite                             | 29 157       | 30,31        | 18 558      | 31,51       | 3      |
|                |                                    |              |              |             |             |        |
|                | Divers                             | 279          | 0,29         |             |             |        |
|                |                                    |              |              |             |             |        |
| Inscrits       | Inscrits                           | 148 926      | 100,00       | 93 350      | 100,00      |        |
| Abstention     | Abstention                         | 46 670       | 31,34        | 28 684      | 30,73       |        |
| Votants        | Votants                            | 102 256      | 68,66        | 64 666      | 69,27       |        |
| Blancs et nuls | Blancs et nuls                     | 6 051        | 5,92         | 5 773       | 8,93        |        |
| Exprimés       | Exprimés                           | 96 205       | 94,08        | 58 893      | 91,07       |        |

## Résultats par canton

### Canton d'Aixe-sur-Vienne
| Candidats      | Candidats                  | Étiquette      | Premier tour | Premier tour |
| Candidats      | Candidats                  | Étiquette      | Voix         | %            |
| -------------- | -------------------------- | -------------- | ------------ | ------------ |
|                | Patrick Servaud*           | PS             | 5 017        | 54,43        |
|                | Gérard Bouton              | UMP            | 2 026        | 21,98        |
|                | Fabrice Senamaud           | FN             | 910          | 9,87         |
|                | Bernard Rebeyrol           | DVG            | 784          | 8,51         |
|                | Aline Barthelémy Leonetout | EXG            | 481          | 5,22         |
|                |                            |                |              |              |
| Inscrits       | Inscrits                   | Inscrits       | 13 827       | 100,00       |
| Abstention     | Abstention                 | Abstention     | 3 997        | 28,91        |
| Votants        | Votants                    | Votants        | 9 830        | 71,09        |
| Blancs et nuls | Blancs et nuls             | Blancs et nuls | 612          | 6,23         |
| Exprimés       | Exprimés                   | Exprimés       | 9 218        | 93,77        |

*sortant

### Canton d'Ambazac
| Candidats      | Candidats        | Étiquette      | Premier tour | Premier tour | Second tour | Second tour |
| Candidats      | Candidats        | Étiquette      | Voix         | %            | Voix        | %           |
| -------------- | ---------------- | -------------- | ------------ | ------------ | ----------- | ----------- |
|                | Georges Biron    | PS             | 2 359        | 31,11        | 3 698       | 53,96       |
|                | Jean-Luc Royère  | PCF            | 1 741        | 22,96        | Retrait     | Retrait     |
|                | Bernard Dupin    | DVG            | 1 588        | 20,94        | 3 155       | 46,04       |
|                | Pierre Varachaud | UMP            | 1 161        | 15,31        |             |             |
|                | Isabelle Genot   | FN             | 733          | 9,67         |             |             |
|                |                  |                |              |              |             |             |
| Inscrits       | Inscrits         | Inscrits       | 11 648       | 100,00       | 11 610      | 100,00      |
| Abstention     | Abstention       | Abstention     | 3 538        | 30,37        | 3 597       | 30,98       |
| Votants        | Votants          | Votants        | 8 110        | 69,63        | 8 013       | 69,02       |
| Blancs et nuls | Blancs et nuls   | Blancs et nuls | 528          | 6,51         | 1 160       | 14,48       |
| Exprimés       | Exprimés         | Exprimés       | 7 582        | 93,49        | 6 853       | 85,52       |

### Canton de Bellac
| Candidats      | Candidats             | Étiquette      | Premier tour | Premier tour | Second tour | Second tour |
| Candidats      | Candidats             | Étiquette      | Voix         | %            | Voix        | %           |
| -------------- | --------------------- | -------------- | ------------ | ------------ | ----------- | ----------- |
|                | Bernard Chevalier     | UMP            | 1 418        | 37,12        | 1 856       | 47,38       |
|                | Jean-François Perrin* | PS             | 1 137        | 29,76        | 2 061       | 52,62       |
|                | Claude Peyronnet      | DVG            | 737          | 19,29        | Retrait     | Retrait     |
|                | Alain Beaucourt       | DVD            | 334          | 8,74         |             |             |
|                | Jean-Pol Voeltzel     | Verts          | 194          | 5,08         |             |             |
|                |                       |                |              |              |             |             |
| Inscrits       | Inscrits              | Inscrits       | 5 639        | 100,00       | 5 640       | 100,00      |
| Abstention     | Abstention            | Abstention     | 1 559        | 27,65        | 1 425       | 25,27       |
| Votants        | Votants               | Votants        | 4 080        | 72,35        | 4 215       | 74,73       |
| Blancs et nuls | Blancs et nuls        | Blancs et nuls | 260          | 6,37         | 298         | 7,07        |
| Exprimés       | Exprimés              | Exprimés       | 3 820        | 93,63        | 3 917       | 92,93       |

*sortant

### Canton de Châteauponsac
| Candidats      | Candidats            | Étiquette      | Premier tour | Premier tour | Second tour | Second tour |
| Candidats      | Candidats            | Étiquette      | Voix         | %            | Voix        | %           |
| -------------- | -------------------- | -------------- | ------------ | ------------ | ----------- | ----------- |
|                | Gérard Lamardelle*   | PS             | 854          | 38,24        | 1 075       | 47,23       |
|                | Jean-Michel Bertrand | UMP            | 481          | 21,54        | 765         | 33,61       |
|                | Thierry Villeger     | DVD            | 457          | 20,47        | 436         | 19,16       |
|                | Pascal Baraud        | PCF            | 238          | 10,66        |             |             |
|                | Mathilde Dehays      | FN             | 203          | 9,09         |             |             |
|                |                      |                |              |              |             |             |
| Inscrits       | Inscrits             | Inscrits       | 3 396        | 100,00       | 3 396       | 100,00      |
| Abstention     | Abstention           | Abstention     | 1 013        | 29,83        | 941         | 27,71       |
| Votants        | Votants              | Votants        | 2 383        | 70,17        | 2 455       | 72,29       |
| Blancs et nuls | Blancs et nuls       | Blancs et nuls | 150          | 6,29         | 179         | 7,29        |
| Exprimés       | Exprimés             | Exprimés       | 2 233        | 93,71        | 2 276       | 92,71       |

*sortant

### Canton d'Eymoutiers
| Candidats      | Candidats             | Étiquette      | Premier tour | Premier tour |
| Candidats      | Candidats             | Étiquette      | Voix         | %            |
| -------------- | --------------------- | -------------- | ------------ | ------------ |
|                | Michel Ponchut*       | EXG            | 2 009        | 54,49        |
|                | Daniel Perducat       | PS             | 1 250        | 33,90        |
|                | Marie-Paule Coatrieux | UMP            | 263          | 7,13         |
|                | Didier Marzin         | FN             | 165          | 4,48         |
|                |                       |                |              |              |
| Inscrits       | Inscrits              | Inscrits       | 5 110        | 100,00       |
| Abstention     | Abstention            | Abstention     | 1 245        | 24,36        |
| Votants        | Votants               | Votants        | 3 865        | 75,64        |
| Blancs et nuls | Blancs et nuls        | Blancs et nuls | 178          | 4,61         |
| Exprimés       | Exprimés              | Exprimés       | 3 687        | 95,39        |

*sortant

### Canton de Limoges-Carnot
| Candidats      | Candidats            | Étiquette      | Premier tour | Premier tour | Second tour | Second tour |
| Candidats      | Candidats            | Étiquette      | Voix         | %            | Voix        | %           |
| -------------- | -------------------- | -------------- | ------------ | ------------ | ----------- | ----------- |
|                | Jean-Émile Rousseau* | PS             | 1 119        | 39,58        | 1 713       | 63,28       |
|                | Annie Viroulaud      | UMP            | 737          | 26,07        | 994         | 36,72       |
|                | Hayat Lotfi          | Verts          | 395          | 13,97        |             |             |
|                | Marcel Madoumier     | FN             | 315          | 11,14        |             |             |
|                | Gérard Rome          | PCF            | 261          | 9,23         |             |             |
|                |                      |                |              |              |             |             |
| Inscrits       | Inscrits             | Inscrits       | 4 809        | 100,00       | 4 809       | 100,00      |
| Abstention     | Abstention           | Abstention     | 1 826        | 37,97        | 1 881       | 39,11       |
| Votants        | Votants              | Votants        | 2 983        | 62,03        | 2 928       | 60,89       |
| Blancs et nuls | Blancs et nuls       | Blancs et nuls | 156          | 5,23         | 221         | 7,55        |
| Exprimés       | Exprimés             | Exprimés       | 2 827        | 94,77        | 2 707       | 92,45       |

*sortant

### Canton de Limoges-Couzeix
| Candidats      | Candidats         | Étiquette      | Premier tour | Premier tour | Second tour | Second tour |
| Candidats      | Candidats         | Étiquette      | Voix         | %            | Voix        | %           |
| -------------- | ----------------- | -------------- | ------------ | ------------ | ----------- | ----------- |
|                | Jean-Marc Gabouty | UMP            | 2 498        | 49,88        | 2 708       | 51,04       |
|                | Gérard Terrier*   | PS             | 2 034        | 40,62        | 2 598       | 48,96       |
|                | Benoit Bessaguet  | PCF            | 257          | 5,13         |             |             |
|                | Daniel Mournetas  | EXG            | 219          | 4,37         |             |             |
|                |                   |                |              |              |             |             |
| Inscrits       | Inscrits          | Inscrits       | 7 315        | 100,00       | 7 315       | 100,00      |
| Abstention     | Abstention        | Abstention     | 2 069        | 28,28        | 1 787       | 24,43       |
| Votants        | Votants           | Votants        | 5 246        | 71,72        | 5 528       | 75,57       |
| Blancs et nuls | Blancs et nuls    | Blancs et nuls | 238          | 4,54         | 222         | 4,02        |
| Exprimés       | Exprimés          | Exprimés       | 5 008        | 95,46        | 5 306       | 95,98       |

*sortant

### Canton de Limoges-Émailleurs
| Candidats      | Candidats            | Étiquette      | Premier tour | Premier tour | Second tour | Second tour |
| Candidats      | Candidats            | Étiquette      | Voix         | %            | Voix        | %           |
| -------------- | -------------------- | -------------- | ------------ | ------------ | ----------- | ----------- |
|                | Raymond Archer*      | UMP            | 2 352        | 47,29        | 2 677       | 51,06       |
|                | Jacqueline Chevalier | PS             | 1 848        | 37,15        | 2 566       | 48,94       |
|                | Roger Normand        | Verts          | 472          | 9,49         |             |             |
|                | Michel Duban         | PCF            | 302          | 6,07         |             |             |
|                |                      |                |              |              |             |             |
| Inscrits       | Inscrits             | Inscrits       | 8 724        | 100,00       | 8 724       | 100,00      |
| Abstention     | Abstention           | Abstention     | 3 437        | 39,40        | 3 182       | 36,47       |
| Votants        | Votants              | Votants        | 5 287        | 60,60        | 5 542       | 63,53       |
| Blancs et nuls | Blancs et nuls       | Blancs et nuls | 313          | 5,92         | 299         | 5,40        |
| Exprimés       | Exprimés             | Exprimés       | 4 974        | 94,08        | 5 243       | 94,60       |

*sortant

### Canton de Limoges-Isle
| Candidats      | Candidats             | Étiquette      | Premier tour | Premier tour | Second tour | Second tour |
| Candidats      | Candidats             | Étiquette      | Voix         | %            | Voix        | %           |
| -------------- | --------------------- | -------------- | ------------ | ------------ | ----------- | ----------- |
|                | Marcel Faucher*       | PS             | 2 495        | 40,25        | 3 019       | 47,38       |
|                | Gilles Bégout         | DVG            | 1 612        | 26,01        | 1 771       | 27,79       |
|                | Bernard Descottes     | UMP            | 1 388        | 22,39        | 1 582       | 24,83       |
|                | Claude Toulet         | PCF            | 367          | 5,92         |             |             |
|                | Marie-Thérèse Coinaud | EXG            | 336          | 5,42         |             |             |
|                |                       |                |              |              |             |             |
| Inscrits       | Inscrits              | Inscrits       | 9 398        | 100,00       | 9 398       | 100,00      |
| Abstention     | Abstention            | Abstention     | 2 772        | 29,50        | 2 671       | 28,42       |
| Votants        | Votants               | Votants        | 6 626        | 70,50        | 6 727       | 71,58       |
| Blancs et nuls | Blancs et nuls        | Blancs et nuls | 428          | 6,46         | 355         | 5,28        |
| Exprimés       | Exprimés              | Exprimés       | 6 198        | 93,54        | 6 372       | 94,72       |

*sortant

### Canton de Limoges-La Bastide
| Candidats      | Candidats              | Étiquette      | Premier tour | Premier tour | Second tour | Second tour |
| Candidats      | Candidats              | Étiquette      | Voix         | %            | Voix        | %           |
| -------------- | ---------------------- | -------------- | ------------ | ------------ | ----------- | ----------- |
|                | Gérard Granet          | PS             | 1 469        | 46,21        | 2 524       | 77,14       |
|                | Patricia Gibeau        | FN             | 518          | 16,29        | 748         | 22,86       |
|                | Marcelle Tillet        | UMP            | 407          | 12,80        |             |             |
|                | Bernard Espigat        | PCF            | 273          | 8,59         |             |             |
|                | Ghilaine Jeannot-Pages | Verts          | 188          | 5,91         |             |             |
|                | Bruno Ratie            | EXG            | 176          | 5,54         |             |             |
|                | Gérard Queval          | EXG            | 148          | 4,66         |             |             |
|                |                        |                |              |              |             |             |
| Inscrits       | Inscrits               | Inscrits       | 5 740        | 100,00       | 5 740       | 100,00      |
| Abstention     | Abstention             | Abstention     | 2 412        | 42,02        | 2 217       | 38,62       |
| Votants        | Votants                | Votants        | 3 328        | 57,98        | 3 523       | 61,38       |
| Blancs et nuls | Blancs et nuls         | Blancs et nuls | 149          | 4,48         | 251         | 7,12        |
| Exprimés       | Exprimés               | Exprimés       | 3 179        | 95,52        | 3 272       | 92,88       |

### Canton de Limoges-Le Palais
| Candidats      | Candidats                 | Étiquette      | Premier tour | Premier tour | Second tour | Second tour |
| Candidats      | Candidats                 | Étiquette      | Voix         | %            | Voix        | %           |
| -------------- | ------------------------- | -------------- | ------------ | ------------ | ----------- | ----------- |
|                | Isabelle Moussant-Briquet | PS             | 2 491        | 49,90        | 3 829       | 75,42       |
|                | Colette Havet             | UMP            | 929          | 18,61        | 1 248       | 24,58       |
|                | Louis Premaud             | PCF            | 718          | 14,38        |             |             |
|                | Dominique Normand         | Verts          | 525          | 10,52        |             |             |
|                | Roger Gorizzutti          | EXG            | 329          | 6,59         |             |             |
|                |                           |                |              |              |             |             |
| Inscrits       | Inscrits                  | Inscrits       | 8 342        | 100,00       | 8 342       | 100,00      |
| Abstention     | Abstention                | Abstention     | 2 932        | 35,15        | 2 774       | 33,25       |
| Votants        | Votants                   | Votants        | 5 410        | 64,85        | 5 568       | 66,75       |
| Blancs et nuls | Blancs et nuls            | Blancs et nuls | 418          | 7,73         | 491         | 8,82        |
| Exprimés       | Exprimés                  | Exprimés       | 4 992        | 92,27        | 5 077       | 91,18       |

### Canton de Limoges-Panazol
| Candidats      | Candidats         | Étiquette      | Premier tour | Premier tour |
| Candidats      | Candidats         | Étiquette      | Voix         | %            |
| -------------- | ----------------- | -------------- | ------------ | ------------ |
|                | Bernard Delage*   | PS             | 6 508        | 62,01        |
|                | Philippe Guillier | UMP            | 2 221        | 21,16        |
|                | Julien Moreau     | Verts          | 739          | 7,04         |
|                | Francis Boluda    | PCF            | 535          | 5,10         |
|                | Élisabeth Faucon  | EXG            | 492          | 4,69         |
|                |                   |                |              |              |
| Inscrits       | Inscrits          | Inscrits       | 15 665       | 100,00       |
| Abstention     | Abstention        | Abstention     | 4 477        | 28,58        |
| Votants        | Votants           | Votants        | 11 188       | 71,42        |
| Blancs et nuls | Blancs et nuls    | Blancs et nuls | 693          | 6,19         |
| Exprimés       | Exprimés          | Exprimés       | 10 495       | 93,81        |

*sortant

### Canton de Limoges-Puy-las-Rodas
| Candidats      | Candidats         | Étiquette      | Premier tour | Premier tour |
| Candidats      | Candidats         | Étiquette      | Voix         | %            |
| -------------- | ----------------- | -------------- | ------------ | ------------ |
|                | Jean-Paul Bonnet* | PS             | 1 753        | 50,75        |
|                | Sylvie Piquet     | UMP            | 1 055        | 30,54        |
|                | Jean-Louis Pages  | Verts          | 378          | 10,94        |
|                | Stéphane Dubin    | PCF            | 268          | 7,76         |
|                |                   |                |              |              |
| Inscrits       | Inscrits          | Inscrits       | 5 882        | 100,00       |
| Abstention     | Abstention        | Abstention     | 2 203        | 37,45        |
| Votants        | Votants           | Votants        | 3 679        | 62,55        |
| Blancs et nuls | Blancs et nuls    | Blancs et nuls | 225          | 6,12         |
| Exprimés       | Exprimés          | Exprimés       | 3 454        | 93,88        |

*sortant

### Canton de Limoges-Vigenal
| Candidats      | Candidats              | Étiquette      | Premier tour | Premier tour |
| Candidats      | Candidats              | Étiquette      | Voix         | %            |
| -------------- | ---------------------- | -------------- | ------------ | ------------ |
|                | Pierre Lefort*         | PS             | 1 872        | 51,05        |
|                | Alain Gauduffe         | UDF            | 596          | 16,25        |
|                | Bernard Tayane         | FN             | 430          | 11,73        |
|                | Sandrine Marion-Thore  | Verts          | 299          | 8,15         |
|                | Pierre Faucon          | PCF            | 247          | 6,74         |
|                | Jean-Jacques Lacarrere | EXG            | 223          | 6,08         |
|                |                        |                |              |              |
| Inscrits       | Inscrits               | Inscrits       | 6 349        | 100,00       |
| Abstention     | Abstention             | Abstention     | 2 473        | 38,95        |
| Votants        | Votants                | Votants        | 3 876        | 61,05        |
| Blancs et nuls | Blancs et nuls         | Blancs et nuls | 209          | 5,39         |
| Exprimés       | Exprimés               | Exprimés       | 3 667        | 94,61        |

*sortant

### Canton de Magnac-Laval
| Candidats      | Candidats           | Étiquette      | Premier tour | Premier tour | Second tour | Second tour |
| Candidats      | Candidats           | Étiquette      | Voix         | %            | Voix        | %           |
| -------------- | ------------------- | -------------- | ------------ | ------------ | ----------- | ----------- |
|                | Jean-Claude Fauvet* | EXG            | 777          | 37,52        | 1 142       | 59,11       |
|                | Jean-Bernard Jarry  | DVG            | 719          | 34,72        | Retrait     | Retrait     |
|                | Pascal Combecau     | DVD            | 575          | 27,76        | 790         | 40,89       |
|                |                     |                |              |              |             |             |
| Inscrits       | Inscrits            | Inscrits       | 2 967        | 100,00       | 2 967       | 100,00      |
| Abstention     | Abstention          | Abstention     | 802          | 27,03        | 855         | 28,82       |
| Votants        | Votants             | Votants        | 2 165        | 72,97        | 2 112       | 71,18       |
| Blancs et nuls | Blancs et nuls      | Blancs et nuls | 94           | 4,34         | 180         | 8,52        |
| Exprimés       | Exprimés            | Exprimés       | 2 071        | 95,66        | 1 932       | 91,48       |

*sortant

### Canton de Nexon
| Candidats      | Candidats               | Étiquette      | Premier tour | Premier tour | Second tour | Second tour |
| Candidats      | Candidats               | Étiquette      | Voix         | %            | Voix        | %           |
| -------------- | ----------------------- | -------------- | ------------ | ------------ | ----------- | ----------- |
|                | Daniel Faucher*         | PS             | 1 865        | 47,82        | 2 802       | 100,00      |
|                | Georges Dargentolle     | DVG            | 1 046        | 26,82        | Retrait     | Retrait     |
|                | Christophe Lechevallier | UDF            | 513          | 13,15        |             |             |
|                | Catherine Bergamaschi   | FN             | 332          | 8,51         |             |             |
|                | Catherine Dumon         | EXG            | 144          | 3,69         |             |             |
|                |                         |                |              |              |             |             |
| Inscrits       | Inscrits                | Inscrits       | 5 614        | 100,00       | 5 616       | 100,00      |
| Abstention     | Abstention              | Abstention     | 1 483        | 26,42        | 1 673       | 29,79       |
| Votants        | Votants                 | Votants        | 4 131        | 73,58        | 3 943       | 70,21       |
| Blancs et nuls | Blancs et nuls          | Blancs et nuls | 231          | 5,59         | 1 141       | 28,94       |
| Exprimés       | Exprimés                | Exprimés       | 3 900        | 94,41        | 2 802       | 71,06       |

*sortant

### Canton de Saint-Germain-les-Belles
| Candidats      | Candidats               | Étiquette      | Premier tour | Premier tour |
| Candidats      | Candidats               | Étiquette      | Voix         | %            |
| -------------- | ----------------------- | -------------- | ------------ | ------------ |
|                | Marc Ditlecadet*        | DVG            | 2 233        | 63,67        |
|                | Jean-Marie Brachet      | UMP            | 657          | 18,73        |
|                | Jean-Philippe Veytizoux | PCF            | 319          | 9,10         |
|                | André Audrerie          | FN             | 298          | 8,50         |
|                |                         |                |              |              |
| Inscrits       | Inscrits                | Inscrits       | 5 083        | 100,00       |
| Abstention     | Abstention              | Abstention     | 1 334        | 26,24        |
| Votants        | Votants                 | Votants        | 3 749        | 73,76        |
| Blancs et nuls | Blancs et nuls          | Blancs et nuls | 242          | 6,46         |
| Exprimés       | Exprimés                | Exprimés       | 3 507        | 93,54        |

*sortant

### Canton de Saint-Junien-Est
| Candidats      | Candidats       | Étiquette      | Premier tour | Premier tour | Second tour | Second tour |
| Candidats      | Candidats       | Étiquette      | Voix         | %            | Voix        | %           |
| -------------- | --------------- | -------------- | ------------ | ------------ | ----------- | ----------- |
|                | Jean Duchambon  | PS             | 1 872        | 33,49        | 3 984       | 71,54       |
|                | Annie Dardilhac | EXG            | 1 813        | 32,44        | Retrait     | Retrait     |
|                | Annie Pajol     | UMP            | 1 015        | 18,16        | 1 585       | 28,46       |
|                | Sonia Durand    | FN             | 444          | 7,94         |             |             |
|                | Lucien Coindeau | Verts          | 267          | 4,78         |             |             |
|                | Alain Chapelot  | EXG            | 178          | 3,18         |             |             |
|                |                 |                |              |              |             |             |
| Inscrits       | Inscrits        | Inscrits       | 8 344        | 100,00       | 8 344       | 100,00      |
| Abstention     | Abstention      | Abstention     | 2 461        | 29,49        | 2 412       | 28,91       |
| Votants        | Votants         | Votants        | 5 883        | 70,51        | 5 932       | 71,09       |
| Blancs et nuls | Blancs et nuls  | Blancs et nuls | 294          | 5,00         | 363         | 6,12        |
| Exprimés       | Exprimés        | Exprimés       | 5 589        | 95,00        | 5 569       | 93,88       |

### Canton de Saint-Laurent-sur-Gorre
| Candidats      | Candidats          | Étiquette      | Premier tour | Premier tour | Second tour | Second tour |
| Candidats      | Candidats          | Étiquette      | Voix         | %            | Voix        | %           |
| -------------- | ------------------ | -------------- | ------------ | ------------ | ----------- | ----------- |
|                | Christian Groleau  | UMP            | 722          | 28,97        | 1 432       | 59,74       |
|                | Arsène Even        | DVG            | 599          | 24,04        | 965         | 40,26       |
|                | Sylvie Frugier     | DVD            | 515          | 20,67        | Retrait     | Retrait     |
|                | Jean Jacope        | DVG            | 310          | 12,44        |             |             |
|                | Marie-Pierre Potel | DVD            | 291          | 11,68        |             |             |
|                | Bertrand Tachella  | EXG            | 55           | 2,21         |             |             |
|                |                    |                |              |              |             |             |
| Inscrits       | Inscrits           | Inscrits       | 3 584        | 100,00       | 3 584       | 100,00      |
| Abstention     | Abstention         | Abstention     | 918          | 25,61        | 884         | 24,67       |
| Votants        | Votants            | Votants        | 2 666        | 74,39        | 2 700       | 75,33       |
| Blancs et nuls | Blancs et nuls     | Blancs et nuls | 174          | 6,53         | 303         | 11,22       |
| Exprimés       | Exprimés           | Exprimés       | 2 492        | 93,47        | 2 397       | 88,78       |

### Canton de Saint-Léonard-de-Noblat
| Candidats      | Candidats                 | Étiquette      | Premier tour | Premier tour | Second tour | Second tour |
| Candidats      | Candidats                 | Étiquette      | Voix         | %            | Voix        | %           |
| -------------- | ------------------------- | -------------- | ------------ | ------------ | ----------- | ----------- |
|                | Jean-Claude Leblois       | PS             | 2 389        | 46,19        | 3 433       | 66,40       |
|                | Martine Tandeau de Marsac | DVD            | 1 299        | 25,12        | 1 737       | 33,60       |
|                | Marcel Darfeuille         | PCF            | 566          | 10,94        |             |             |
|                | Didier Barthoux           | FN             | 415          | 8,02         |             |             |
|                | André Paul Caffy          | SE             | 279          | 5,39         |             |             |
|                | Claudine Roussie          | EXG            | 224          | 4,33         |             |             |
|                |                           |                |              |              |             |             |
| Inscrits       | Inscrits                  | Inscrits       | 7 862        | 100,00       | 7 865       | 100,00      |
| Abstention     | Abstention                | Abstention     | 2 400        | 30,53        | 2 385       | 30,32       |
| Votants        | Votants                   | Votants        | 5 462        | 69,47        | 5 480       | 69,68       |
| Blancs et nuls | Blancs et nuls            | Blancs et nuls | 290          | 5,31         | 310         | 5,66        |
| Exprimés       | Exprimés                  | Exprimés       | 5 172        | 94,69        | 5 170       | 94,34       |

### Canton de Saint-Sulpice-les-Feuilles
| Candidats      | Candidats           | Étiquette      | Premier tour | Premier tour |
| Candidats      | Candidats           | Étiquette      | Voix         | %            |
| -------------- | ------------------- | -------------- | ------------ | ------------ |
|                | Jean-Pierre Drieux* | EXG            | 1 656        | 77,38        |
|                | Serge Prieur        | UMP            | 484          | 22,62        |
|                |                     |                |              |              |
| Inscrits       | Inscrits            | Inscrits       | 3 628        | 100,00       |
| Abstention     | Abstention          | Abstention     | 1 319        | 36,36        |
| Votants        | Votants             | Votants        | 2 309        | 63,64        |
| Blancs et nuls | Blancs et nuls      | Blancs et nuls | 169          | 7,32         |
| Exprimés       | Exprimés            | Exprimés       | 2 140        | 92,68        |

*sortant